# Kaspar Schmid

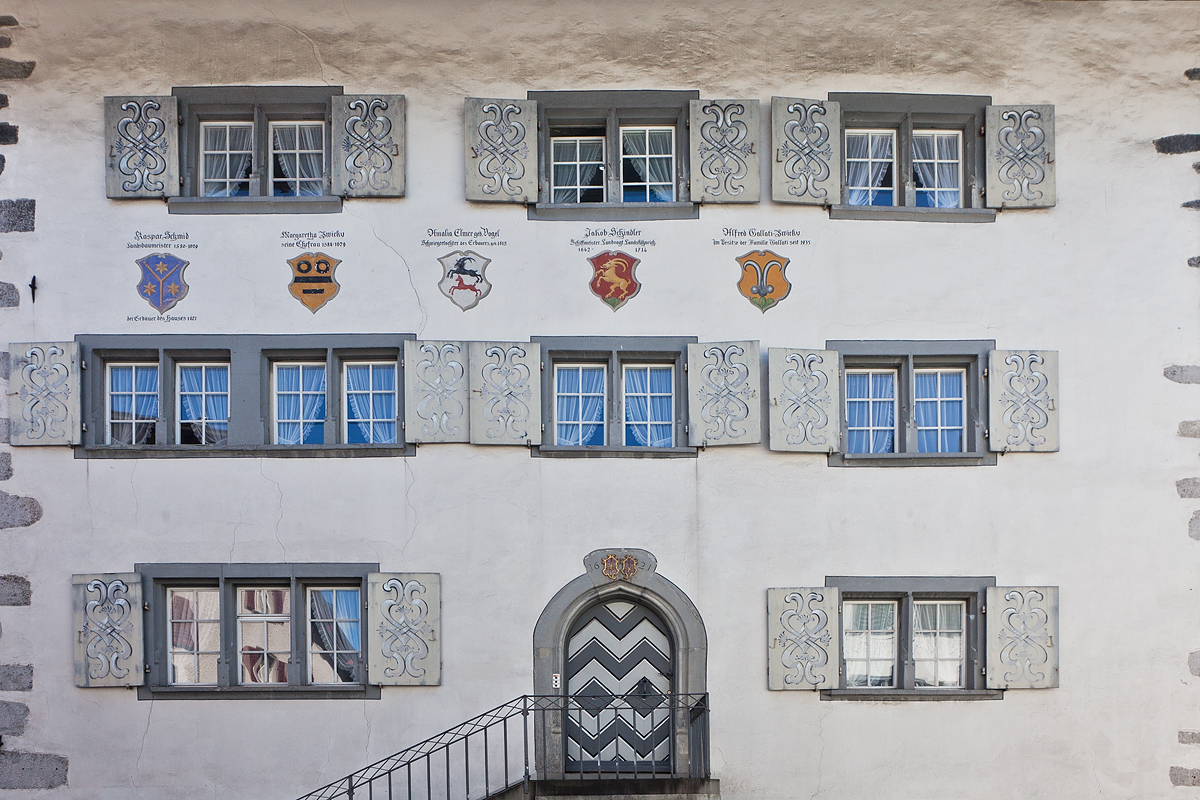
Wappen Schmid, Zwicky und Elmer am Zwickyhaus in Mollis

Kaspar Schmid (auch Caspar Schmid; * 1. November 1618 in Mollis; † 6. März 1695 ebenda; heimatberechtigt ebenda und in Glarus) war Glarner Landammann und Tagsatzungsgesandter.

## Leben
Kaspar Schmid war der Sohn des reformierten Landesbaumeisters Kaspar Schmid und der Margarethe Zwicky, die 1629 beide an der Pest starben. Er war fünfmal verheiratet, seine Ehefrauen waren Amalia, Tochter des Kaspar Elmer; Anna, Tochter des Schiffmeisters Mathias Zopfi; Agatha, Tochter des Tagwenvogts Johannes Tschudi; Rosina, Tochter des Michael Pfeiffer und Maria, Witwe des Gerbers Mathias Stüssi. Es gab 1695 keine überlebenden Kinder. Das spätere Zwickyhaus erbte die Tochter seines Bruders Margarethe verheiratete Zwicky.
Schmid wurde Richter und 1659 Glarner Ratsherr. Das Land entsandte ihn 1646 um die Jahresrechnungen der Landvogteien Lugano und Locarno zu überprüfen. Von 1652 bis 1655 diente er als Landvogt in Werdenberg. Im Jahr 1664 wurde Schmid Landesstatthalter und zwei Jahre später, als erster Molliser, Landammann für drei Jahre. Am Prozess zum Wigoltingerhandel nahm er 1664 teil. Im selben Jahr wurde er bis 1675 an die eidgenössischen Tagsatzungen entsandt. Schmid genehmigte 1668 das neue Defensionale von Baden. Von 1676 bis 1679 war er wiederum Landvogt in Werdenberg. Bei den Verhandlungen der eidgenössischen Schiedsherren über eine konfessionelle Landesteilung vertrat er 1682 Evangelisch-Glarus.

## Belege
1. 1 2  Andreas Bräm: Zwickyhaus, Vorderdorfstrasse 59. In: Glarus Nord (Die Kunstdenkmäler des Kantons Glarus, Band 2; Die Kunstdenkmäler der Schweiz, Band 133). Gesellschaft für Schweizerische Kunstgeschichte GSK, Bern 2017, ISBN 978-3-03797-285-4. S. 101–102.
2. 1 2  Veronika Feller-Vest: Kaspar Schmid. In: Historisches Lexikon der Schweiz.  25. August 2011.

| Personendaten    | Personendaten                               |
| ---------------- | ------------------------------------------- |
| NAME             | Schmid, Kaspar                              |
| ALTERNATIVNAMEN  | Schmid, Caspar                              |
| KURZBESCHREIBUNG | Glarner Landammann und Tagsatzungsgesandter |
| GEBURTSDATUM     | 1. November 1618                            |
| GEBURTSORT       | Mollis, Land Glarus                         |
| STERBEDATUM      | 6. März 1695                                |
| STERBEORT        | Mollis, Land Glarus                         |